# Octolasmis americanum
Octolasmis americanum är en kräftdjursart som beskrevs av Henry Augustus Pilsbry 1907. Octolasmis americanum ingår i släktet Octolasmis och familjen Poecilasmatidae. Inga underarter finns listade i Catalogue of Life.